# Госпожа невестка (сериал, 2019)
«Госпожа невестка» (хинди बहू बेगम, Bahu Begum) — индийский романтический драматический телесериал, который транслировался с 15 июля 2019 года по 21 января 2020 года на канале Colors TV. Сериал был снят Пратиком Шармой под руководством LSD Films, главные роли исполнили Арджит Танеджа, Самикша Джайсвал и Диана Хан.
История повествует о жизни Азана Ахтара Мирзы, Нур Куреши и Шайры Сайяд. Поскольку судьба заставляет молодых людей оставаться в священном брачном союзе, одно решение Азана сеет хаос и переворачивает их жизни с ног на голову. Вместе они вынуждены распутать паутину любви, ревности и интриги.

## Сюжет
Разия Мирза, также известная как бегум, — матриарх правящей королевской семьи Бхопала. Пять лет назад её сын Азан переехал в Лондон, чтобы продолжить учёбу. Когда он возвращается в Индию, Разия планирует свадьбу с его подругой детства Нур, чья мать Ясмин также является подругой бегум. Азан знакомит Разию со своей возлюбленной Шайрой, и та принимает её. Теперь Нур помолвлена со своим коллегой Фаизом. В тот же день, когда она выходит за него замуж, Азан женится на Шайре. Ясмин и Фаиз оказываются запертыми на кухне тётей Азана Сурайёй. Сурайя взрывает кухню, убивая их.
Нур винит Шайру в трагедии, так как она была последней, кто покинул кухню. Она просит Шайру заставить её выйти замуж за Азана, который в конце концов женится на Нур, но отказывается оставлять Шайру. Позже она осознаёт свою ошибку и разводится с Азаном. Кроме того, Сурайя разоблачена и изгнана из дома. Адиль, сводный брат Азана, похищает беременную Шайру. Нур отправляется спасать её, но Адиль сбивает Нур своей машиной. Шайра падает с горы, и у неё случается выкидыш. Её считают погибшей.

### Пять лет спустя
В Бегум-Махале проходит аукцион. Нур, ставшая финансово обеспеченной, покупает дворец. Азан теряет всё имущество, не веря, что Шайра мертва, и ведёт несчастную жизнь. Адиль берёт кредиты на имущество от имени королевской семьи. Нур пытается вернуть Азана к его прежней жизни и преуспевает в этом, поскольку Разия выходит из комы. Начав новую жизнь, Азан делает ей предложение, которое она принимает, и они обнимаются. Шайра оказывается жива и возвращается в эпилоге. Вся семья пребывает в огромном шоке. Сериал заканчивается на интригующей ноте.

## В ролях

### Главные
- Арджит Танеджа — Азан Ахтар Мирза
- Самикша Джайсвал — бегум Нур Мирза, урождённая Хасан Куреши
- Диана Хан — бегум Шайра Мирза, урождённая Шайра Сайяд
- Симона Сингх — госпожа бегум Разия Мирза

### Второстепенные
- Амрапали Гупта — бегум Сурайя Мирза
- Мохаммад Назим — Асгар Ахтар Мирза
- Рехан Рой — Халид Ахтар Мирза
- Сабина Джат — бегум Рубина Мирза
- Алка Каушал — бегум Газала Мирза
- Суприя Шукла — Ясмин Куреши
- Пунит Шарма — Фаиз Хуссейн
- Мехул Джозеф — Дильруба (трансгендер)
- Рослин Д’Соуза — Машука
- Маэра Мишра — Саба Мирза
- Каран Ханна — Адиль Ахтар Мирза
- Швета Гаутам — мать Сафины Радж
- Симар Хайра — телевизионный репортёр
- Ахмад Хархаш — сын Сафины Радж

## Производство
Сериал «Госпожа невестка» снимали в Биканере.
Сериал стартовал в Бандре в Мумбаи.
Рассказывая о своей роли, Арджит Танеджа сказал: «Это очень многогранный персонаж. Он милый невинный мальчик, который является навабом. У него есть эта аура и личность. Он вернулся домой после учёбы в Лондоне и знает, что его обязанность — служить городу. Азан молод, любит веселиться, но у него есть небольшая проблема — он не умеет держать себя в руках».
В октябре 2019 года Мохаммад Назим был вынужден отказаться от дальнейших съёмок из-за болезни своей матери.